# Adfectatio regni
L'Adfectatio regni (in latino aspirazione alla tirannide) nel diritto romano rappresentava l'attentato all'ordine costituito compiuto da un usurpatore.
La legislazione penale delle Leggi delle XII tavole punì questo crimine secondo il regime della perduellio, cui era assimilato.
L'accusa di "volere farsi re" fu rivolta a Giulio Cesare e fu il motivo principale del suo omicidio. Chiunque fosse sospetto di voler essere re era dichiarato dalle leggi di Publicola homo sacer ("esecrato", o "consacrato agli dei", ossia sacrificabile): poteva essere ucciso impunemente da qualsiasi cittadino romano.
(Plutarco, Vite parallele, Solone e Publicola, XII, 1-2)
Cicerone fece ad esempio condannare sommariamente diversi cospiratori con Catilina, ma fu in seguito esiliato brevemente per ciò. Bruto e Cassio e gli altri cesaricidi affermarono di aver ucciso legittimamente e legalmente Cesare in ossequio alle tradizioni legali repubblicane, poiché "voleva farsi re" in maniera palese. Nessuno dei cesaricidi, pur se uccisi o morti dopo pochi anni in quanto sconfitti da Ottaviano Augusto e Marco Antonio, cesariani, fu processato per omicidio. 
Anche i Gracchi caddero vittima di quest'accusa, assassinati con il tumultus.
Nel fase finale del Terrore, i rivali di Maximilien de Robespierre lo calunniarono asserendo che l'Incorruttibile volesse diventare sovrano di Francia sposando  la principessa Maria Teresa Carlotta, figlia di Luigi XVI e in quel momento prigioniera.